# 화물

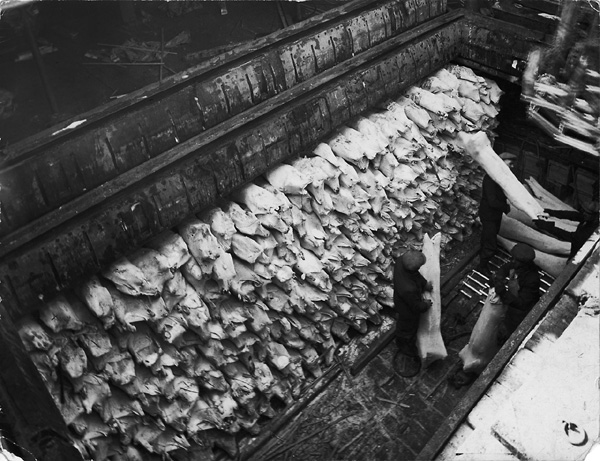
오스트레일리아에서 수입한 냉동 양고기를 하역하고 있다.

화물(貨物)은 운반을 전제로 하는 물건을 뜻한다. 다른 곳으로 옮기기 위해 꾸려둔 물건이라는 뜻으로 짐, 하물(荷物)이라고도 한다.

## 종류

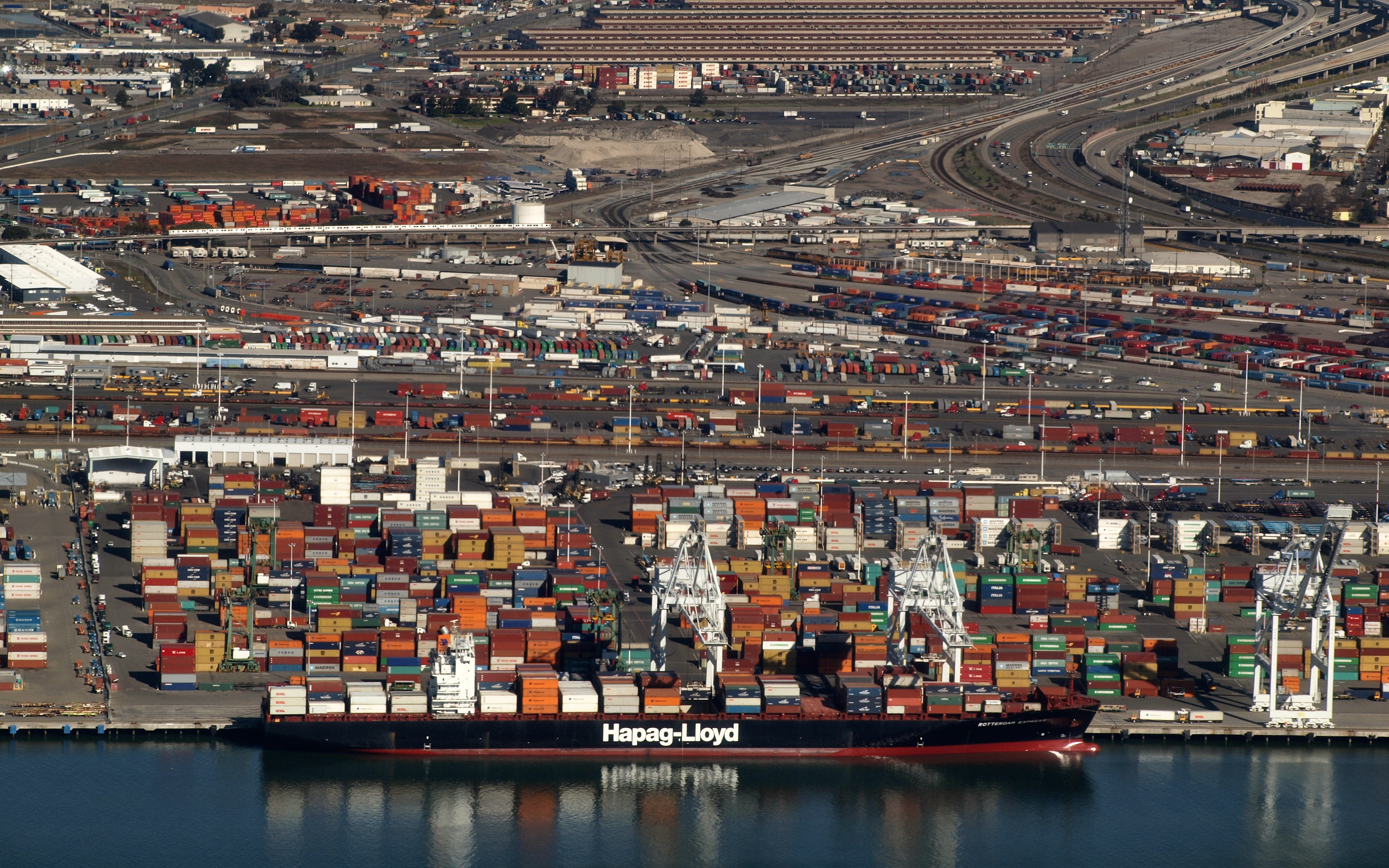
오클랜드 항에 야적된 컨테이너

상태에 따라 고체화물, 액체화물, 기체화물이 있으며, 가깝고 가벼운 것인 경우 사람이 운반하기도 하나, 화물 종류와 크기에 맞추어 여러 가지 탈 것을 이용해서 이동시킨다. 현대에는 규격화된 컨테이너를 이용하여 운반하는 경우가 많다. 육상운송은 기차, 트럭, 자전거, 마차, 해상운송은 선박, 항공운송은 비행기가 있다.

## 물류
물적 유통(物的流通)의 줄임말인 물류(物流)는 상품의 사회적인 흐름이나 상품의 포장, 운반, 보관 등의 여러 활동을 뜻한다.

## 같이 보기
- 수하물